# 弗蕾德里克·路易絲 (黑森-達姆施塔特)
弗蕾德里克·路易絲（德語：Friederike Luise，1751年10月16日—1805年2月25日），普魯士王后，丈夫是腓特烈·威廉二世。

## 家庭
1769年，弗蕾德里克·路易絲與腓特烈·威廉二世結婚，兩人共有4子3女：
- 腓特烈·威廉三世（1770年—1840年），1797年成為普魯士國王
- 克莉絲汀公主（1772年—1773年），夭折
- 路德維希·卡爾王子（1773年—1796年）
- 威廉明妮公主（1774年—1837年），荷蘭王后
- 奧古斯塔公主（1780年—1847年），黑森選侯夫人
- 海因里希王子（1781年—1846年）
- 威廉王子（1783年—1851年）

兩人的婚姻生活並不愉快。腓特烈·威廉將大筆金錢和關注都花在自己的情婦身上，而對弗蕾德里克·路易絲和子女們毫不關心。腓特烈·威廉去世後，兩人的長子腓特烈·威廉三世繼位為普魯士國王。晚年的弗蕾德里克·路易絲過著平靜的生活，子女和孫子女們時常會去拜訪她。
1805年，弗蕾德里克·路易絲於柏林去世，享年53歲。